# 日本アート・シアター・ギルド公開作品の一覧
日本アート・シアター・ギルド公開作品の一覧は、日本アート・シアター・ギルド (ATG) で公開された映画を、ATGでの封切年月順に並べた一覧である。
ATGが製作・配給のどちらか一方だけ関わった作品も含む。

## 1962年
- 尼僧ヨアンナ - 監督: イエジー・カワレロウィッチ, 1961年製作（ポーランド）, 1962年4月封切.
- オルフェの遺言 - 監督: ジャン・コクトー, 1959年製作（フランス）, 1962年6月封切.
- おとし穴 - 監督: 勅使河原宏, 1962年製作（日本）, 1962年7月封切.
- 2ペンスの希望 - 監督: レナート・カステッラーニ, 1951年製作（イタリア）, 1962年8月封切.
- もだえ - 監督: アルフ・シェーベルイ, 1944年製作（スウェーデン）, 1962年9月封切.
- ウンベルトD - 監督: ヴィットリオ・デ・シーカ, 1951年製作（イタリア）, 1962年10月封切.
- 野いちご - 監督: イングマール・ベルイマン, 1957年製作（スウェーデン）, 1962年11月封切.
- 人間 - 監督: 新藤兼人, 1962年製作（日本）, 1962年12月封切.
- アレクサンドル・ネフスキー - 監督: セルゲイ・エイゼンシュテイン, 1938年製作（ソビエト）, 1962年12月封切.

## 1963年
- みんなわが子 - 監督: 家城巳代治, 1962年製作（日本）, 1963年2月封切.
- 夜行列車 - 監督: イエジー・カワレロウィッチ, 1959年製作（ポーランド）, 1963年3月封切.
- 二十歳の恋 - 監督: トリュフォー　/ ロッセリーニ　/ 石原　/ オフュールス　/ ワイダ, 1962年製作（フランス）, 1963年4月封切.
- 5時から7時までのクレオ - 監督: アニエス・ヴァルダ, 1961年製作（フランス）, 1963年5月封切.
- 夜の終りに - 監督: アンジェイ・ワイダ, 1961年製作（ポーランド）, 1963年6月封切.
- ピアニストを撃て - 監督: フランソワ・トリュフォー, 1959年製作（フランス）, 1963年7月封切.
- 僕の村は戦場だった - 監督: アンドレイ・タルコフスキー, 1962年製作（ソビエト）, 1963年8月封切.
- 彼女と彼 - 監督: 羽仁進, 1963年製作（日本）, 1963年10月封切.
- 第七の封印 - 監督: イングマール・ベルイマン, 1956年製作（スウェーデン）, 1963年11月封切.
- エレクトラ - 監督: ミカエル・カコヤニス, 1961年製作（ギリシャ）, 1963年12月封切.

## 1964年
- 女ともだち - 監督: ミケランジェロ・アントニオーニ, 1956年製作（イタリア）, 1964年1月封切.
- イワン雷帝 - 監督: セルゲイ・エイゼンシュテイン, 1946年製作（ソビエト）, 1964年2月封切.
- 私はそんな女 - 監督: シドニー・ルメット, 1959年製作（アメリカ）, 1964年4月封切.
- 去年マリエンバートで - 監督: アラン・レネ, 1960年製作（フランス）, 1964年5月封切.
- 鏡の中にある如く - 監督: イングマール・ベルイマン, 1961年製作（スウェーデン）, 1964年7月封切.
- かくも長き不在 - 監督: アンリ・コルピ, 1960年製作（フランス）, 1964年8月封切.
- ビリディアナ - 監督: ルイス・ブニュエル, 1961年製作（スペイン）, 1964年10月封切.
- パサジェルカ - 監督: アンジェイ・ムンク, 1963年製作（ポーランド）, 1964年11月封切.
- 送られなかった手紙 - 監督: ミハイル・カラトーゾフ, 1960年製作（ソビエト）, 1964年12月封切.

## 1965年
- アメリカの影 - 監督: ジョン・カサヴェテス, 1959年製作（アメリカ）, 1965年2月封切.
- 復活 - 監督: ミハイル・シバイツェル, 1962年製作（ソビエト）, 1965年3月封切.
- 野望の系列 - 監督: オットー・プレミンジャー, 1962年製作（アメリカ）, 1965年4月封切.
- 孤独の報酬 - 監督: リンゼイ・アンダースン, 1962年製作（イギリス）, 1965年5月封切.
- 道化師の夜 - 監督: イングマール・ベルイマン, 1953年製作（スウェーデン）, 1965年6月封切.
- 小犬をつれた貴婦人 - 監督: リンゼイ・アンダースン, 1960年製作（ソビエト）, 1965年7月封切.
- 戦争の真の終り - 監督: イエジー・カワレロウィッチ, 1957年製作（ポーランド）, 1965年8月封切.
- 8 1/2 - 監督: フェデリコ・フェリーニ, 1963年製作（イタリア）, 1965年9月封切.
- 明日に生きる - 監督: マリオ・モニツェッリ, 1963年製作（イタリア）, 1965年11月封切.
- 八月の砲声 - 監督: ネイザン・クロール, 1964年製作（アメリカ）, 1965年12月封切.

## 1966年
- とべない沈黙 - 監督: 黒木和雄, 1966年製作（日本）, 1966年2月封切.
- 太陽は光り輝く - 監督: ジョン・フォード, 1953年製作（アメリカ）, 1966年3月封切.
- 小間使の日記 - 監督: ルイス・ブニュエル, 1964年製作（フランス / イタリア）, 1966年4月封切.
- 憂国 - 監督: 三島由紀夫, 1965年製作（日本）, 1966年4月封切.
- 市民ケーン - 監督: オーソン・ウェルズ, 1941年製作（アメリカ）, 1966年6月封切.
- 銃殺 - 監督: ジョゼフ・ロージー, 1964年製作（イギリス）, 1966年7月封切.
- 愛のレッスン - 監督: イングマール・ベルイマン, 1954年製作（スウェーデン）, 1966年8月封切.
- アルトナ - 監督: ヴィットリオ・デ・シーカ, 1962年製作（アメリカ）, 1966年9月封切.
- 大地のうた - 監督: ショトジット・ライ, 1955年製作（インド）, 1966年10月封切.
- 魂のジュリエッタ - 監督: フェデリコ・フェリーニ, 1964年製作（イタリア）, 1966年11月封切.
- 汚れなき抱擁 - 監督: マウロ・ボロニーニ, 1960年製作（イタリア）, 1966年12月封切.

## 1967年
- 忍者武芸帳 - 監督: 大島渚, 1967年製作（日本）, 1967年2月封切.
- 真実の瞬間 - 監督: フランチェスコ・ロージ, 1964年製作（イタリア）, 1967年4月封切.
- ラブド・ワン - 監督: トニー・リチャードスン, 1965年製作（アメリカ）, 1967年4月封切.
- 人間蒸発 - 監督: 今村昌平, 1967年製作（日本）, 1967年6月封切.
- 気狂いピエロ - 監督: ジャン＝リュック・ゴダール, 1965年製作（フランス）, 1967年7月封切.
- 河 あの裏切りが重く - 監督: 森弘太, 1966年製作（日本）, 1967年8月封切.
- 戦艦ポチョムキン - 監督: セルゲイ・エイゼンシュテイン, 1925年製作（ソビエト）, 1967年10月封切.
- 戦争は終った - 監督: アラン・レネ, 1965年製作（フランス / スウェーデン）, 1967年11月封切.
- 華氏451 - 監督: フランソワ・トリュフォー, 1966年製作（フランス）, 1967年12月封切.
- 荒野のダッチワイフ -監督：大和屋竺1966年製作（日本）,1967年8月封切.

## 1968年
- 絞死刑 - 監督: 大島渚, 1968年製作（日本）, 1968年2月封切.
- 召使 - 監督: ジョゼフ・ロージー, 1963年製作（イギリス）, 1968年3月封切.
- ベトナムから遠く離れて - 監督: マルケル/ ゴダール/ レネ/ クライン/ イヴェンス/ ヴァルダ/ ルルーシュ, 1967年製作（フランス）, 1968年4月封切.
- 初恋・地獄篇 - 監督: 羽仁進, 1968年製作（日本）, 1968年5月封切.
- 男性・女性 - 監督: ジャン＝リュック・ゴダール, 1966年製作（フランス / スウェーデン）, 1968年7月封切.
- ヒットラーなんて知らないよ - 監督: ベルトラン・ブリエ, 1964年製作（フランス）, 1968年8月封切.
- 夜のダイヤモンド - 監督: ヤン・ニェメツ, 1964年製作（チェコスロバキア）, 1968年9月封切.
- 肉弾 - 監督: 岡本喜八, 1968年製作（日本）, 1968年10月封切.
- マルキ・ド・サドの演出のもとにシャラントン精神病院患者たちによって演じられたジャン＝ポール・マラーの迫害と暗殺 - 監督: ピーター・ブルック, 1966年製作（イギリス）, 1968年11月封切.
- 小さな兵隊 - 監督: ジャン＝リュック・ゴダール, 1960年製作（フランス）, 1968年12月封切.
- さらば夏の光 - 監督: 吉田喜重, 1968年製作（日本）, 1968年12月封切.

## 1969年
- 新宿泥棒日記 - 監督: 大島渚, 1968年製作（日本）, 1969年2月封切.
- 火の馬 - 監督: セルゲイ・パラジャーノフ, 1964年製作（ソビエト）, 1969年3月封切.
- ポリー・マグーお前は誰だ - 監督: ウィリアム・クライン, 1966年製作（フランス）, 1969年4月封切.
- 心中天網島 - 監督: 篠田正浩, 1969年製作（日本）, 1969年5月封切.
- 少年 - 監督: 大島渚, 1969年製作（日本）, 1969年7月封切.
- 薔薇の葬列 - 監督: 松本俊夫, 1969年製作（日本）, 1969年9月封切.
- ウイークエンド - 監督: ジャン＝リュック・ゴダール, 1967年製作（フランス / イタリア）, 1969年10月封切.
- ジャンヌ・ダルク裁判 - 監督: ロベール・ブレッソン, 1962年製作（フランス）, 1969年11月封切.
- 十月 - 監督: セルゲイ・エイゼンシュテイン, 1928年製作（ソビエト）, 1969年12月封切.

## 1970年
- 地の群れ - 監督: 熊井啓, 1969年製作（日本）, 1970年1月封切.
- エロス+虐殺 - 監督: 吉田喜重, 1966年製作（日本）, 1970年3月封切.
- バルタザールどこへ行く - 監督: ロベール・ブレッソン, 1966年製作（フランス / スウェーデン）, 1970年5月封切.
- アルファヴィル - 監督: ジャン＝リュック・ゴダール, 1965年製作（フランス / イタリア）, 1970年5月封切.
- 東京战争戦後秘話 - 監督: 大島渚, 1970年製作（日本）, 1970年6月封切.
- 無常 - 監督: 実相寺昭雄, 1970年製作（日本）, 1970年8月封切.
- 煉獄エロイカ - 監督: 吉田喜重, 1970年製作（日本）, 1970年9月封切.
- アントニオ・ダス・モルテス - 監督: グラウベル・ローシャ, 1969年製作（ブラジル）, 1970年10月封切.
- 大河のうた - 監督: ショトジット・ライ, 1956年製作（インド）, 1970年11月封切.
- 日本の悪霊 - 監督: 黒木和雄, 1970年製作（日本）, 1970年12月封切.

## 1971年
- 修羅 - 監督: 松本俊夫, 1970年製作（日本）, 1971年2月封切.
- 袋小路 - 監督: ロマン・ポランスキー, 1966年製作（イギリス）, 1971年3月封切.
- 書を捨てよ町へ出よう - 監督: 寺山修司, 1971年製作（日本）, 1971年4月封切.
- 儀式 - 監督: 大島渚, 1971年製作（日本）, 1971年6月封切.
- 曼陀羅 - 監督: 実相寺昭雄, 1971年製作（日本）, 1971年9月封切.
- あらかじめ失われた恋人たちよ - 監督: 田原総一朗 / 清水邦夫, 1971年製作（日本）, 1971年11月封切.
- 告白的女優論 - 監督: 吉田喜重, 1971年製作（日本）, 1971年12月封切.

## 1972年
- 真夜中のパーティ - 監督: ウィリアム・フリードキン, 1970年製作（アメリカ）, 1972年2月封切.
- 天使の恍惚 - 監督: 若松孝二, 1971年製作（日本）, 1972年3月封切.
- 鉄輪 - 監督: 新藤兼人, 1972年製作（日本）, 1972年4月封切.
- 秘花 - 監督: 若松孝二, 1972年製作（日本）, 1972年4月封切.
- 哥 - 監督: 実相寺昭雄, 1972年製作（日本）, 1972年6月封切.
- 夏の妹 - 監督: 大島渚, 1972年製作（日本）, 1972年8月封切.
- エゴール・ブルイチョフ - 監督: セルゲイ・ソロビヨフ, 1971年製作（ソビエト）, 1972年9月封切.
- ワーニャ伯父さん - 監督: アンドレイ・ミハルコフ＝コンチャロフスキー, 1971年製作（ソビエト）, 1972年9月封切.
- 午前中の時間割り - 監督: 羽仁進, 1972年製作（日本）, 1972年10月封切.
- 音楽 - 監督: 増村保造, 1972年製作（日本）, 1972年11月封切.
- 讃歌 - 監督: 新藤兼人, 1972年製作（日本）, 1972年12月封切.

## 1973年
- 鉄砲玉の美学 - 監督: 中島貞夫, 1972年製作（日本）, 1973年2月封切.
- 股旅 - 監督: 市川崑, 1973年製作（日本）, 1973年4月封切.
- 戒厳令 - 監督: 吉田喜重, 1973年製作（日本）, 1973年7月封切.
- ボギー!俺も男だ - 監督: ハーバート・ロス, 1972年製作（アメリカ）, 1973年8月封切.
- L・B・ジョーンズの解放 - 監督: ウィリアム・ワイラー, 1969年製作（アメリカ）, 1973年9月封切.
- 心 - 監督: 新藤兼人, 1973年製作（日本）, 1973年10月封切.
- 津軽じょんがら節 - 監督: 斎藤耕一, 1973年製作（日本）, 1973年12月封切.

## 1974年
- ミュリエル - 監督: アラン・レネ, 1963年製作（フランス / イタリア）, 1974年2月封切.
- 卑弥呼 - 監督: 篠田正浩, 1974年製作（日本）, 1974年3月封切.
- ねむの木の詩 - 監督: 宮城まり子, 1973年製作（日本）, 1974年5月封切.
- ブルジョワジーの秘かな愉しみ - 監督: ルイス・ブニュエル, 1972年製作（フランス）, 1974年5月封切.
- キャロル - 監督: 龍村仁, 1974年製作（日本）, 1974年6月封切.
- 竜馬暗殺 - 監督: 黒木和雄, 1974年製作（日本）, 1974年8月封切.
- あさき夢みし - 監督: 実相寺昭雄, 1974年製作（日本）, 1974年10月封切.
- アンドレイ・ルブリョフ - 監督: アンドレイ・タルコフスキー, 1969年製作（ソビエト）, 1974年12月封切.
- 田園に死す - 監督: 寺山修司, 1974年製作（日本）, 1974年12月封切.

## 1975年
- 吶喊 - 監督: 岡本喜八, 1974年製作（日本）, 1975年3月封切.
- ある映画監督の生涯 溝口健二の記録 - 監督: 新藤兼人, 1975年製作（日本）, 1975年5月封切.
- 鴎よ、きらめく海を見たか めぐり逢い - 監督: 吉田憲二, 1975年製作（日本）, 1975年7月封切.
- 鬼の詩 - 監督: 村野鐵太郎, 1975年製作（日本）, 1975年8月封切.
- 本陣殺人事件 - 監督: 高林陽一, 1975年製作（日本）, 1975年9月封切.
- 祭りの準備 - 監督: 黒木和雄, 1975年製作（日本）, 1975年11月封切.

## 1976年
- 変奏曲 - 監督: 中平康, 1975年製作（日本）, 1976年2月封切.
- 任侠外伝 玄海灘 - 監督: 唐十郎, 1976年製作（日本）, 1976年5月封切.
- 金閣寺 - 監督: 高林陽一, 1976年製作（日本）, 1976年7月封切.
- 青春の殺人者 - 監督: 長谷川和彦, 1976年製作（日本）, 1976年10月封切.

## 1977年
- 日本人のへそ - 監督: 須川栄三, 1976年製作（日本）, 1977年2月封切.
- 不連続殺人事件 - 監督: 曽根中生, 1977年製作（日本）, 1977年3月封切.
- 聖母観音大菩薩 - 監督: 若松孝二, 1977年製作（日本）, 1977年6月封切.
- 黒木太郎の愛と冒険 - 監督: 森﨑東, 1977年製作（日本）, 1977年9月封切.
- 西陣心中 - 監督: 高林陽一, 1977年製作（日本）, 1977年10月封切.
- 北村透谷 わが冬の歌 - 監督: 山口清一郎, 1977年製作（日本）, 1977年12月封切.

## 1978年
- 星空のマリオネット - 監督: 橋浦方人, 1977年製作（日本）, 1978年1月封切.
- 原子力戦争 - 監督: 黒木和雄, 1977年製作（日本）, 1978年2月封切.
- サード - 監督: 東陽一, 1977年製作（日本）, 1978年3月封切.
- 曽根崎心中 - 監督: 増村保造, 1978年製作（日本）, 1978年4月封切.
- 新・人間失格 - 監督: 吉留鉱平, 1978年製作（日本）, 1978年9月封切.
- 君はいま光のなかに - 監督: 吉田憲二, 1978年製作（日本）, 1978年10月封切.
- OUR SONG and all of you - 監督: 龍村仁, 1978年制作（日本）,1978年12月封切.
- 正午なり - 監督: 後藤幸一, 1978年製作（日本）, 1978年12月封切.

## 1979年
- 青春 PART II - 監督: 小原宏裕, 1978年製作（日本）, 1979年2月封切.
- 絞殺 - 監督: 新藤兼人, 1979年製作（日本）, 1979年6月封切.
- Keiko - 監督: クロード・ガニオン, 1979年製作（日本）, 1979年11月封切.
- もう頬づえはつかない - 監督: 東陽一, 1979年製作（日本）, 1979年12月封切.
- 赫い髪の女 -監督：神代辰巳 1978年製作（日本）,1979年5月封切.

## 1980年-1984年
- 海潮音 - 監督: 橋浦方人, 1980年製作（日本）, 1980年9月封切.
- ヒポクラテスたち - 監督: 大森一樹, 1980年製作（日本）, 1980年11月封切.
- ミスター・ミセス・ミス・ロンリー - 監督: 神代辰巳, 1980年製作（日本）, 1980年12月封切.
- ツィゴイネルワイゼン - 監督: 鈴木清順, 1980年製作（日本）, 1981年1月封切.
- ガキ帝国 - 監督: 井筒和幸, 1981年製作（日本）, 1981年7月封切.
- 遠雷 - 監督: 根岸吉太郎, 1981年製作（日本）, 1981年10月封切.
- 風の歌を聴け - 監督: 大森一樹, 1981年製作（日本）, 1981年12月封切.
- 近頃なぜかチャールストン - 監督: 岡本喜八, 1981年製作（日本）, 1981年12月封切.
- 転校生 - 監督: 大林宣彦, 1981年製作（日本）, 1982年4月封切.
- 九月の冗談クラブバンド - 監督: 長崎俊一, 1981年製作（日本）, 1982年4月封切.
- TATTOO＜刺青＞あり - 監督: 高橋伴明, 1982年製作（日本）, 1982年6月封切.
- 怪異談 生きてゐる小平次 - 監督: 中川信夫, 1982年製作（日本）, 1982年9月封切.
- キッドナップ・ブルース - 監督: 浅井慎平, 1982年製作（日本）, 1982年10月封切.
- 家族ゲーム - 監督: 森田芳光, 1983年製作（日本）, 1983年6月封切.
- 廃市 - 監督: 大林宣彦, 1984年製作（日本）, 1984年1月封切.
- 蜜月 - 監督: 橋浦方人, 1984年製作（日本）, 1984年2月封切.
- 人魚伝説 - 監督: 池田敏春, 1984年製作（日本）, 1984年4月封切.
- 逆噴射家族 - 監督: 石井聰亙, 1984年製作（日本）, 1984年6月封切.
- さらば箱舟 - 監督: 寺山修司, 1984年製作（日本）, 1984年9月封切.
- お葬式 - 監督: 伊丹十三, 1984年製作（日本）, 1984年11月封切.

## 1985年-
- 生きてるうちが花なのよ 死んだらそれまでよ党宣言 - 監督: 森﨑東, 1985年製作（日本）, 1985年5月封切.
- 台風クラブ - 監督: 相米慎二, 1985年製作（日本）, 1985年10月封切.
- 君は裸足の神を見たか - 監督: 金秀吉, 1986年製作（日本）, 1986年4月封切.
- 野ゆき山ゆき海べゆき - 監督: 大林宣彦, 1986年製作（日本）, 1986年10月封切.
- 郷愁 - 監督: 中島丈博, 1987年製作（日本）, 1988年1月封切.
- 砂の上のロビンソン - 監督: すずきじゅんいち, 1989年製作（日本）, 1989年9月封切.
- 墨東綺譚 - 監督: 新藤兼人, 1992年製作(日）, 1992年6月封切.